# Banie (gemeente)
De gemeente Banie maakt deel uit van powiat Gryfiński. Aangrenzende gemeenten:
- Chojna, Gryfino, Trzcińsko-Zdrój en Widuchowa (powiat Gryfiński)
- Myślibórz (powiat Myśliborski)
- Bielice en Kozielice (powiat Pyrzycki)

De zetel van de gemeente is in dorp Banie.
De gemeente beslaat 11,0% van de totale oppervlakte van de powiat.

## Demografie
Stand op 31 december 2005:
| Omschrijving                   | Totaal | Totaal | Vrouwen | Vrouwen | Mannen | Mannen |
| ------------------------------ | ------ | ------ | ------- | ------- | ------ | ------ |
| eenheid                        | aantal | %      | aantal  | %       | aantal | %      |
| inwoners                       | 6589   | 100    | 3301    | 50,1    | 3288   | 49,9   |
| bevolkingsdichtheid (inw./km²) | 32     | 32     | 16      | 16      | 16     | 16     |

De gemeente heeft 7,7% van het aantal inwoners van de powiat. In 2002 bedroeg het gemiddelde inkomen per inwoner 1432,58 zł.

## Plaatsen
- Banie (DuitsBahn, stad 1230-1945, nu dorp)

Administratieve plaatsen (sołectwo) van de gemeente Banie:
- Babinek, Baniewice, Dłusko Gryfińskie, Dłużyna, Górnowo, Kunówo, Lubanowo, Parnica, Piaseczno, Piaskowo, Rożnowo, Sosnowo, Swobnica en Tywica.

Zonder de status sołectwo : Otoki, Skotniki, Trzaski.